# 東京都道・埼玉県道24号練馬所沢線

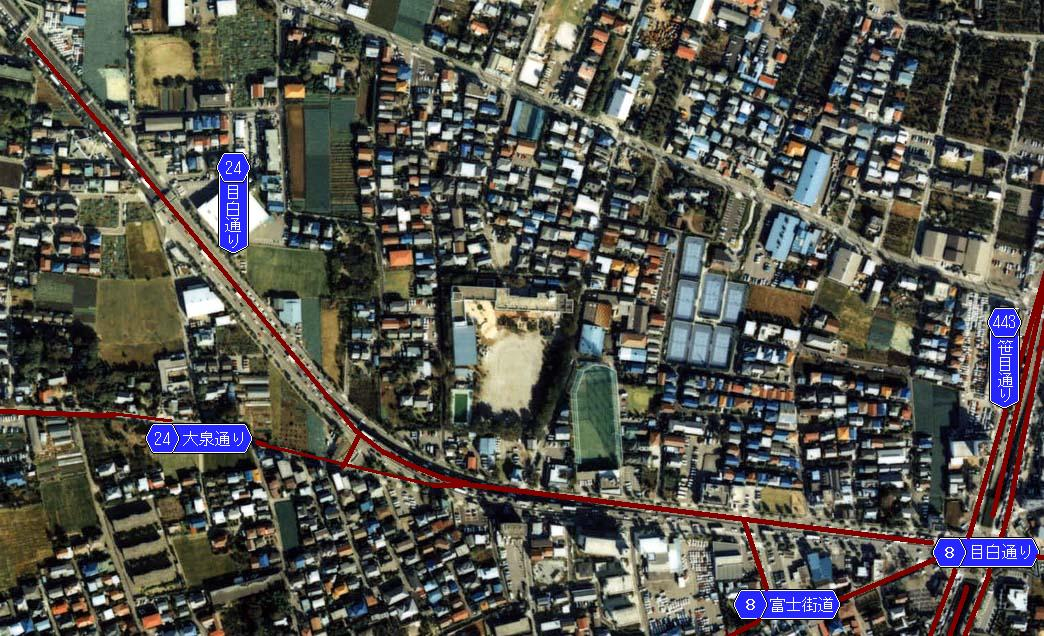
起点、谷原交差点（右側）航空写真。。

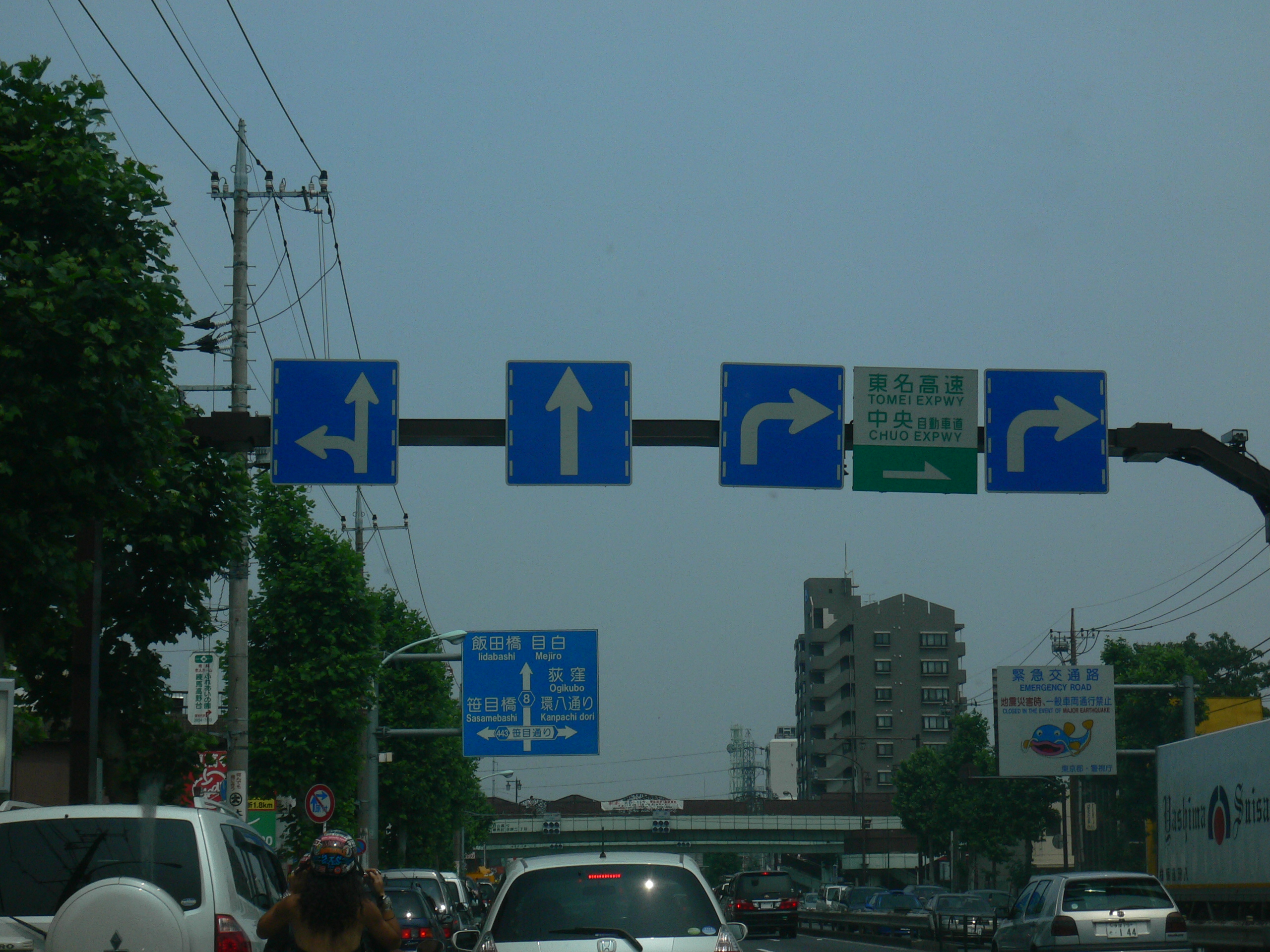
谷原交差点付近

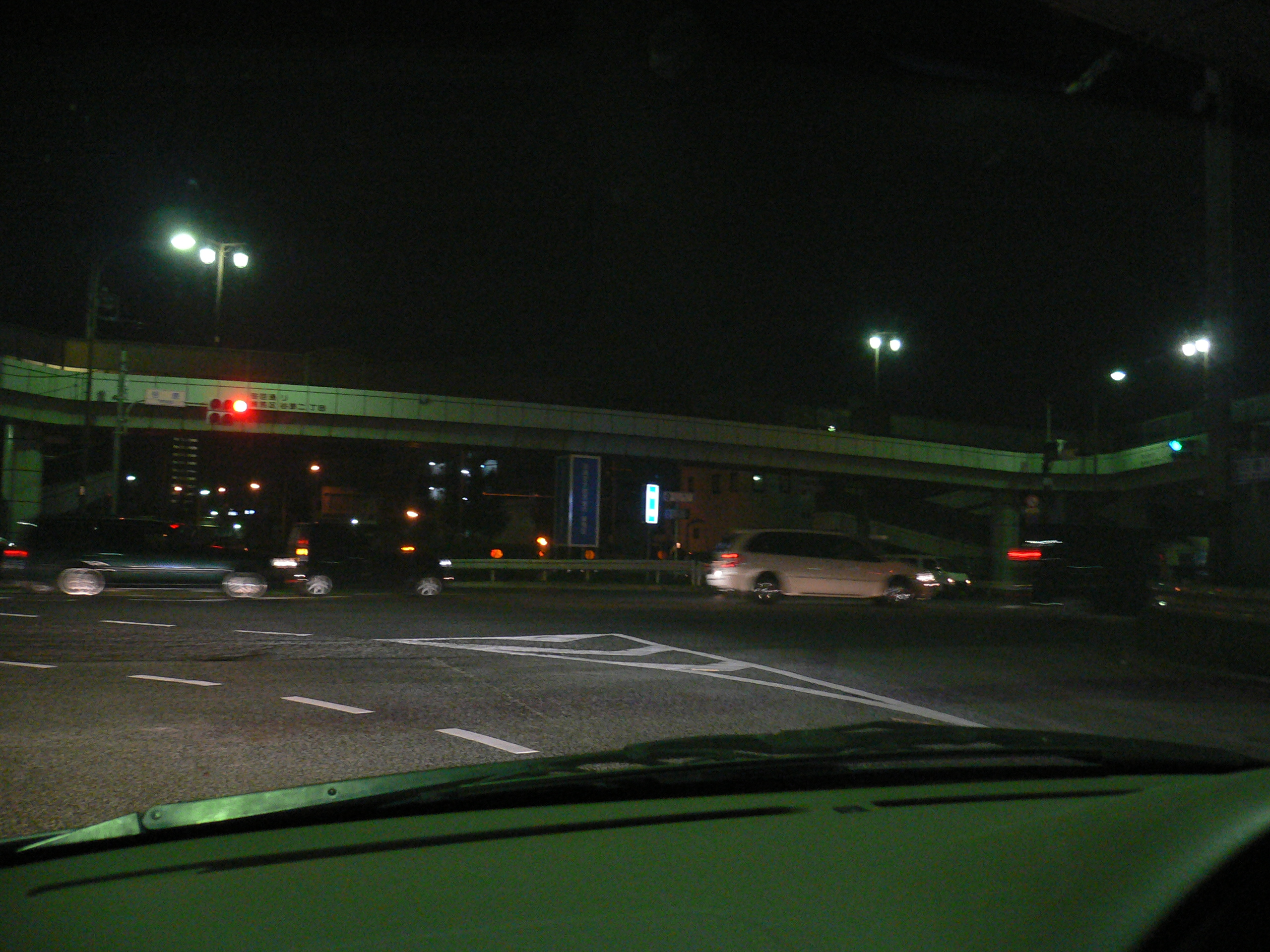
谷原交差点

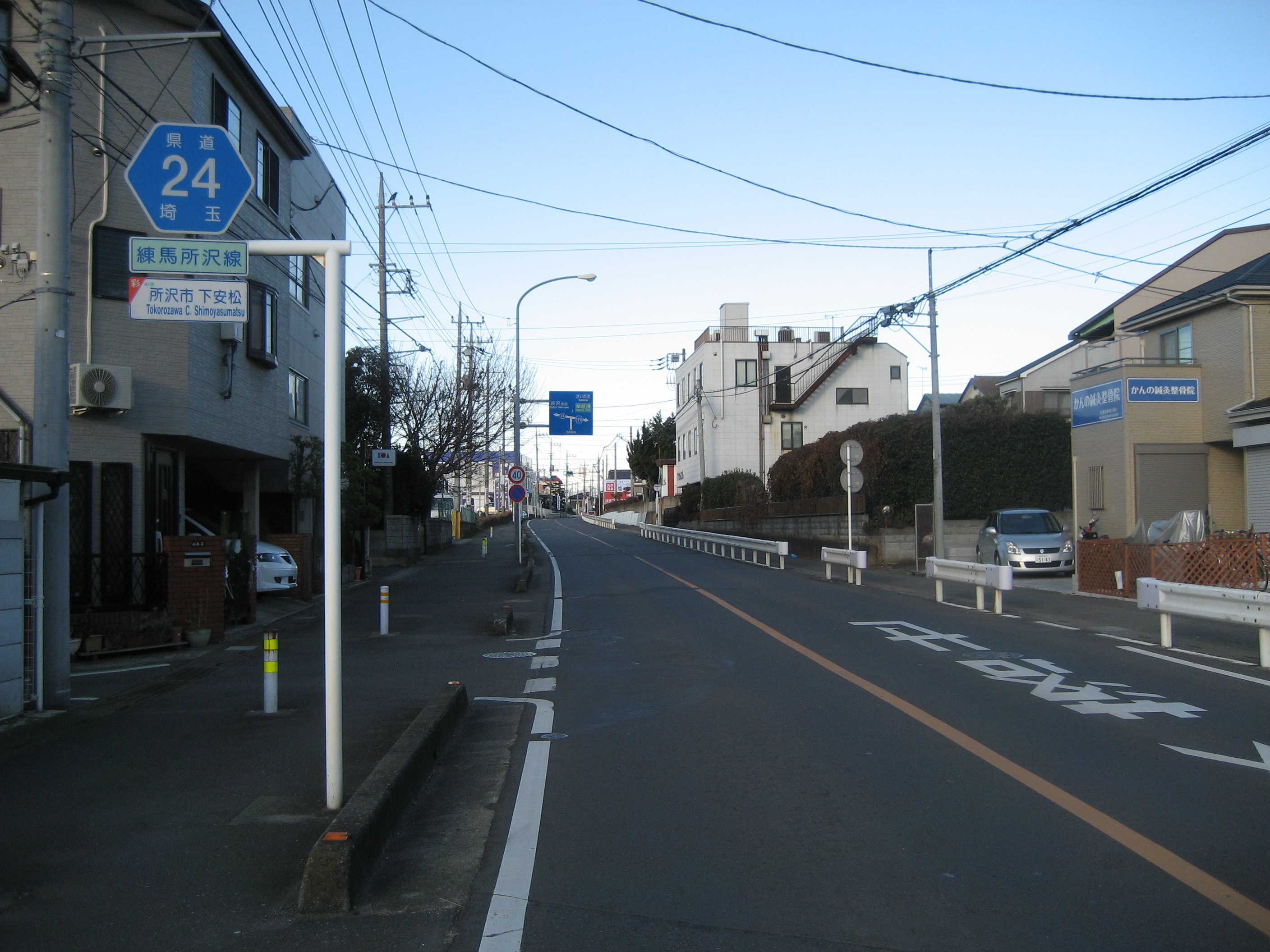
所沢市内（旧道・現在は所沢市道）

東京都道・埼玉県道24号練馬所沢線（とうきょうとどう・さいたまけんどう24ごう ねりまところざわせん）は、東京都練馬区から、埼玉県所沢市に至る都道および県道（主要地方道）である。

## 概要
東京都における供用区間は目白通りの名で知られる。
古くは清戸道、所沢道を由来として指定された主要地方道である。
現代においては、東京都市計画道路放射第7号線と、その延長の都市計画道路である新東京所沢線（東京都下）・放射7号線（新座市内）を踏襲する予定の道路であるが、都市計画道路としての整備済みの区間はまだわずかであり、ルートに沿った既存路が都道に指定されている。このため、狭隘区間が数多く存在する（後述）。新東京所沢線から先の郊外方面は埼玉県所沢市に入り都市計画道路東京狭山線となるが、こちらは全線開通済みである。

### 埼玉県内における路線改廃
当路線及び接続している埼玉県道126号を合わせて、所沢市内では都市計画道路 東京狭山線 を構成しているが、この部分は2020年までに全線開通しており、供用済み（完成）である。
かつての当路線は、都市計画道路東京狭山線に沿う区間ではなく、下安松交差点から先、愛宕山交差点で埼玉県道179号所沢青梅線（旧主要地方道浦和所沢線）と合流し、当時終点だった金山町交差点まで県道179号と重複する部分が指定区間であった（現在の当該区間のほとんどは県道6号への付け替えによって引き続き重複する形に変更）。
所沢市内の部分開通以後は終点が松郷交差点に変更された。これにより、前述の県道179号と当県道との重複区間が「愛宕山交差点〜東所沢和田2丁目交差点」の間に変更ののち、全線開通後の2021年6月1日には重複区間がなくなり、下安松地区の旧道の県道指定が解除された。
すなわち、2024年8月現在においては東京都側の小金井街道からは国道463号松郷交差点までの部分が当県道に指定されている唯一の区間であり、当該交差点で埼玉県道126号所沢堀兼狭山線に接続している。埼玉県内においては当路線の支線とされていた部分、及び他路線との重複区間も解消されている。（県道179号と重複していない部分は市道に移管）

## 一般名称
- 目白通り：谷原交差点 - 練馬IC（三軒寺交差点先）- 北園交差点

（東京都として正式決定された区間は練馬ICまで。その先の北園までは慣習的に目白通りの一部・延伸部として扱われることがある。一例として外環道の延伸部に開設が予定されている目白通りIC(仮称)が挙げられる。）
- 大泉街道：谷原5交差点 - 大泉学園駅前交差点
- したみち通り：西大泉3交差点 - 小泉橋交差点
- 小金井街道：（名称無し）交差点（東京都清瀬市） - 下安松交差点

## 重複区間
- 東京都道233号東大泉田無線：大泉学園駅前交差点 - （名称無し）交差点（東京都練馬区）
- 埼玉県道234号前沢保谷線：栗原交差点 - （名称無し）交差点（埼玉県新座市）
- 東京都道15号府中清瀬線：（名称無し）交差点 - 郵便局前交差点（東京都清瀬市）

## 下安松工区

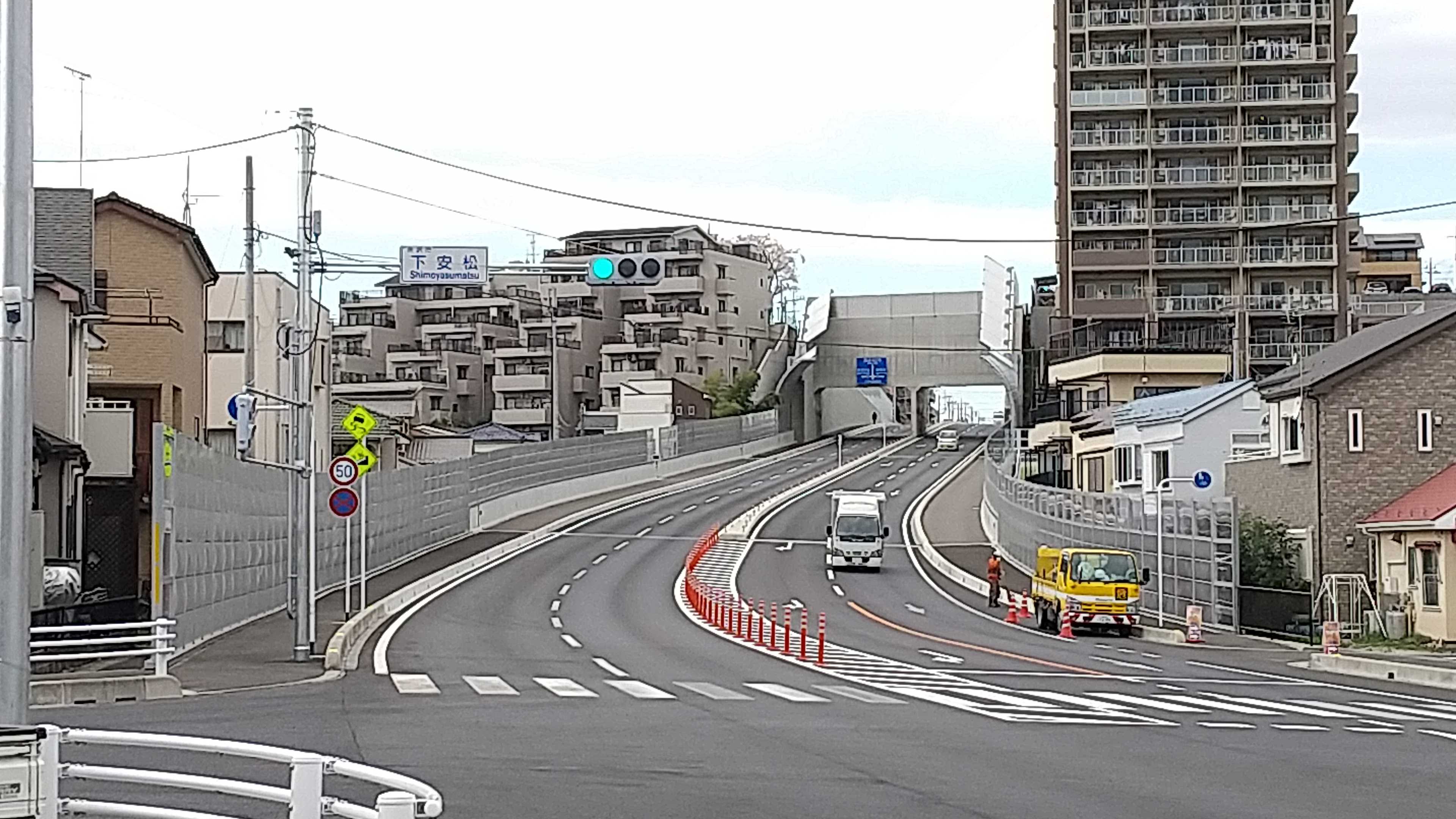
埼玉県所沢市下安松交差点付近

- 清瀬橋付近 - 東所沢和田2丁目（国道463号への接続道路）: この区間（約400 m）は1993年（平成5年）度より用地買収を開始し、2020年（令和2年）3月5日に開通した[2]。この区間の大半が、落差のある急こう配の「がけ地」であり、東所沢和田付近では、一部立体交差のトンネル構造になっている[3]。

## 狭隘区間
- 目白通り分岐 - 東大泉2丁目（練馬区）

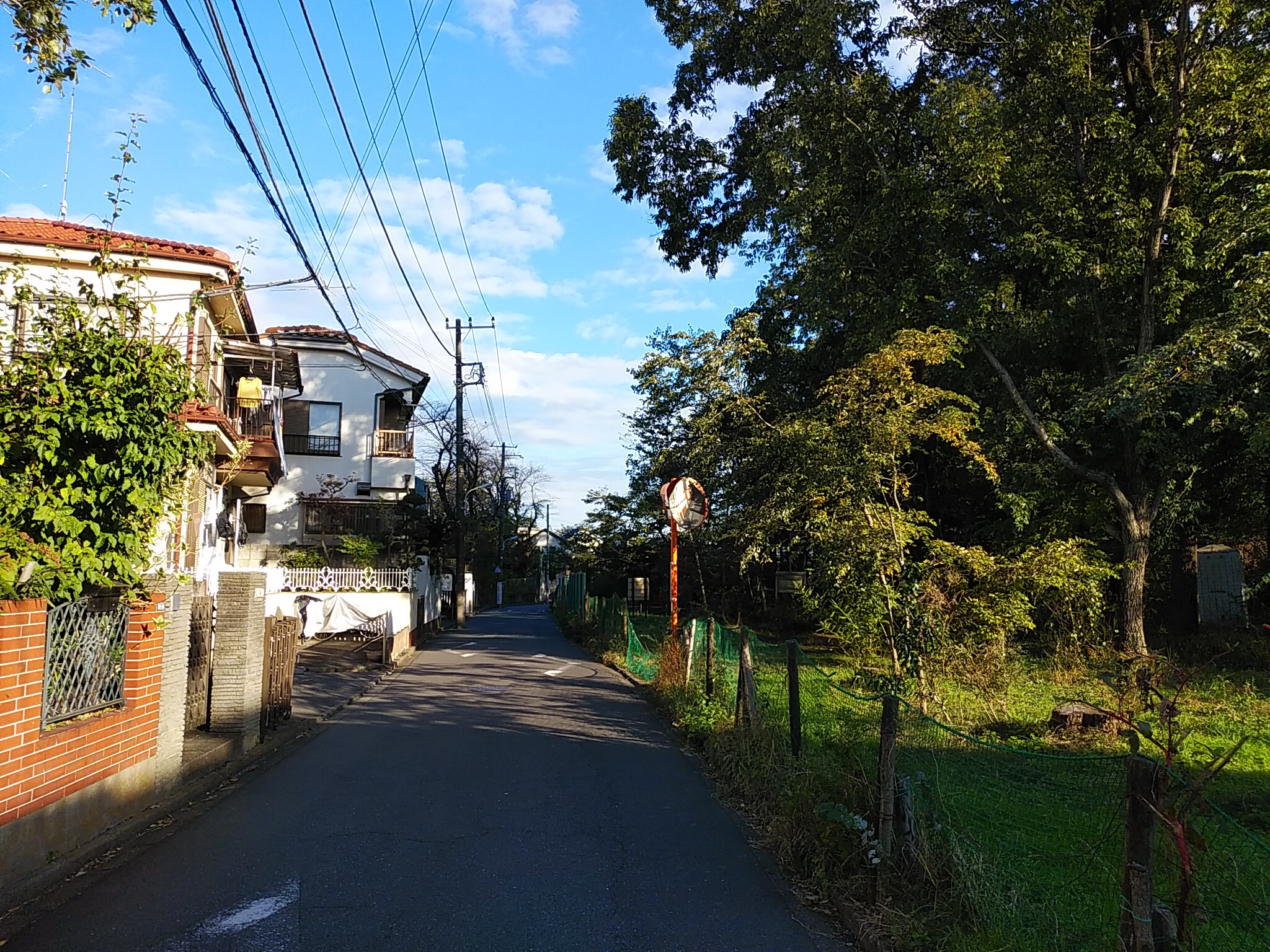
東久留米市金山町2丁目 金山森の広場付近の狭隘区間

- 大泉学園北交差点 - 小泉橋交差点（練馬区）
- 栗原交差点 - 元町2丁目交差点（新座市・東久留米市・清瀬市）（清瀬市内の一部区間を除く）
  - 東久留米市内の神宝町1丁目[4] → 金山町 2丁目[5]の区間は下り方向への一方通行。2車線路の市道で迂回可能。
  - 新座市新堀[6]（新堀小学校付近） → 清瀬市上清戸[7]（清瀬市障害者福祉センター付近）の市境を経由する区間は下り方向への一方通行。上り方向は市道により新堀小学校北交差点を経由する必要がある。
  - 清瀬市の元町2丁目交差点付近（交差点30 m手前[8] → 交差点[9]の区間）は下り方向への一方通行のため、所沢方面からは車両進入禁止となっており上り方向の通行ができない。

## 地理

### 通過する自治体
- 東京都
  - 練馬区
  - 西東京市
  - 東久留米市
  - 清瀬市
- 埼玉県
  - 新座市
  - 所沢市

### 接続する道路
本線
| 交差する道路                                                                | 交差する道路                                                                    | 交差点名        | 所在地 | 所在地     |
| --------------------------------------------------------------------------- | ------------------------------------------------------------------------------- | --------------- | ------ | ---------- |
| 東京都道8号千代田練馬田無線（目白通り） 目白・飯田橋方面                    |                                                                                 |                 |        |            |
| 東京都道441号池袋谷原線（富士街道） 東京都道443号南田中町旭町線（笹目通り） | 東京都道443号南田中町旭町線（笹目通り） 東京都道8号千代田練馬田無線（富士街道） | 谷原            | 東京都 | 練馬区     |
| 支線（目白通り）                                                            |                                                                                 |                 | 東京都 | 練馬区     |
|                                                                             | 東京都道68号練馬川口線（土支田通り）                                            |                 | 東京都 | 練馬区     |
| 東京都道444号下石神井大泉線（井草通り）                                     |                                                                                 |                 | 東京都 | 練馬区     |
| （大泉学園通り）                                                            |                                                                                 |                 | 東京都 | 練馬区     |
| ※事業中                                                                     | 支線                                                                            | 諏訪神社北      | 東京都 | 練馬区     |
| 東京都道233号東大泉田無線（保谷新道）                                       | -                                                                               | 大泉小前        | 東京都 | 練馬区     |
| 東京都道234号前沢保谷線（伏見通り）                                         | -                                                                               |                 | 東京都 | 西東京市   |
| 埼玉県道25号飯田橋石神井新座線 （片山県道）                                 | 埼玉県道36号保谷志木線 （片山県道）                                             | 栗原            | 埼玉県 | 新座市     |
| 埼玉県道234号前沢保谷線                                                     | -                                                                               |                 | 埼玉県 | 新座市     |
| 東京都道125号東久留米停車場線（浄牧院通り）                                 |                                                                                 |                 | 東京都 | 東久留米市 |
| （水道道路）                                                                | （水道道路）                                                                    | 新堀            | 埼玉県 | 新座市     |
| 東京都道15号府中清瀬線 （新小金井街道）                                     | 東京都道40号さいたま東村山線 （新小金井街道）                                   | 新堀小北        | 東京都 | 清瀬市     |
| （けやき通り）                                                              |                                                                                 |                 | 東京都 | 清瀬市     |
| 東京都道15号府中清瀬線（小金井街道）                                        |                                                                                 |                 | 東京都 | 清瀬市     |
| 東京都道40号さいたま東村山線（志木街道）                                    | 東京都道40号さいたま東村山線（志木街道）                                        | 郵便局前        | 東京都 | 清瀬市     |
| （柳瀬川通り）                                                              |                                                                                 |                 | 東京都 | 清瀬市     |
| 旧道（小金井街道）                                                          | -                                                                               | 下安松          | 埼玉県 | 所沢市     |
| （和田遺跡通り）                                                            | （和田遺跡通り）                                                                | 東所沢和田1丁目 | 埼玉県 | 所沢市     |
| 埼玉県道6号川越所沢線                                                       | 埼玉県道179号所沢青梅線                                                         | 東所沢和田2丁目 | 埼玉県 | 所沢市     |
| 国道463号（浦和所沢バイパス）                                               | 国道463号（浦和所沢バイパス）                                                   | 松郷            | 埼玉県 | 所沢市     |
| 埼玉県道126号所沢堀兼狭山線 狭山・国道16号方面                              |                                                                                 |                 |        |            |

支線
| 交差する道路                         | 交差する道路                         | 交差点名         | 所在地 | 所在地   |
| ------------------------------------ | ------------------------------------ | ---------------- | ------ | -------- |
| 本線（目白通り・大泉街道）           | 本線（目白通り・大泉街道）           |                  | 東京都 | 練馬区   |
|                                      | E17 関越自動車道                     | 練馬IC           | 東京都 | 練馬区   |
| 東京都道68号練馬川口線（土支田通り） | 東京都道68号練馬川口線（土支田通り） | 比丘尼           | 東京都 | 練馬区   |
|                                      | C3 東京外環自動車道                  | 大泉JCT          | 東京都 | 練馬区   |
| （大泉学園通り）                     | （大泉学園通り）                     | 北園             | 東京都 | 練馬区   |
| （この間事業中）                     |                                      |                  | 東京都 | 練馬区   |
| 本線                                 | 本線                                 | 諏訪神社北       | 東京都 | 練馬区   |
| （福泉寺通り）                       |                                      |                  | 東京都 | 練馬区   |
| 東京都道234号前沢保谷線（伏見通り）  | 東京都道234号前沢保谷線（伏見通り）  | 西東京北町六丁目 | 東京都 | 西東京市 |

### 通過する鉄道と河川
- 白子川（中島橋・本線、大泉氷川橋・支線）
- 黒目川（神宝大橋）
- 野火止用水（新堀交差点附近）
- 柳瀬川（清瀬橋）
- JR■武蔵野線
- 東川（さくら橋）

### 沿線の主な施設
| 施設                         | 所在地 | 所在地     |
| ---------------------------- | ------ | ---------- |
| 谷原小学校                   | 東京都 | 練馬区     |
| 練馬高野台郵便局             | 東京都 | 練馬区     |
| 練馬年金事務所               | 東京都 | 練馬区     |
| 大泉東小学校                 | 東京都 | 練馬区     |
| 東映東京撮影所               | 東京都 | 練馬区     |
| 大泉学園駅                   | 東京都 | 練馬区     |
| 大泉小学校                   | 東京都 | 練馬区     |
| 大泉中学校                   | 東京都 | 練馬区     |
| 大泉西中学校                 | 東京都 | 練馬区     |
| 旧大泉村役場跡               | 東京都 | 練馬区     |
| 本照寺                       | 東京都 | 練馬区     |
| 練馬西大泉二郵便局           | 東京都 | 練馬区     |
| 西大泉諏訪神社               | 東京都 | 練馬区     |
| 四面塔稲荷                   | 東京都 | 練馬区     |
| 西大泉もみじ緑地             | 東京都 | 練馬区     |
| 宇宙船すべり台               | 東京都 | 練馬区     |
| 東京都練馬障害者支援ホーム   | 東京都 | 練馬区     |
| 武蔵野変電所                 | 東京都 | 西東京市   |
| 西東京市立青嵐中学校         | 東京都 | 西東京市   |
| 神宝小学校                   | 東京都 | 東久留米市 |
| 第六小学校                   | 東京都 | 東久留米市 |
| 清瀬十小学校                 | 東京都 | 清瀬市     |
| 清瀬駅                       | 東京都 | 清瀬市     |
| 清瀬郵便局                   | 東京都 | 清瀬市     |
| 清瀬第四小学校               | 東京都 | 清瀬市     |
| 明治薬科大学                 | 東京都 | 清瀬市     |
| 栗原公民館                   | 埼玉県 | 新座市     |
| 新座市立第五中学校           | 埼玉県 | 新座市     |
| 新座市立野寺小学校           | 埼玉県 | 新座市     |
| 新座市立栗原小学校           | 埼玉県 | 新座市     |
| 新座市立新堀小学校           | 埼玉県 | 新座市     |
| 所沢市立安松小学校           | 埼玉県 | 所沢市     |
| 所沢第一病院                 | 埼玉県 | 所沢市     |
| 所沢腎クリニック             | 埼玉県 | 所沢市     |
| 所沢市立東所沢保育園         | 埼玉県 | 所沢市     |
| 所沢市立養護老人ホーム亀鶴園 | 埼玉県 | 所沢市     |
| ところざわサクラタウン       | 埼玉県 | 所沢市     |